# Indonesisk Wikipedia
Indonesisk Wikipedia (indonesisk: Wikipedia bahasa Indonesia,  dansk: den indonesisksprogede Wikipedia) er den indonesisksprogede  version af det verdensomspændende encyklopædi-projekt Wikipedia. Den indonesisksprogede wikipedia blev lanceret med den første artikel den 30. maj 2003, mens forsiden blev skabt seks måneder senere den 29. november 2003. Den indonesiske Wikipedia er den femte-hurtigst voksende Wikipedia på et asiatisk sprog efter japansk, kinesisk, koreansk og tyrkisk Wikipediaer. I november 2016 er den indonesisksprogede wikipedia den 24. største udgave af Wikipedia.
Pr. torsdag den 27. marts 2025 har den indonesisksprogede Wikipedia 724.614 artikler, 3.108 aktive bidragydere og 47 administratorer.

## Milepæle
- 1.000 artikler - 16. marts 2004
- 10.000 artikler - 31. maj 2005
- 50.000 artikler - 1. februar 2007
- 100.000 artikler - 21. februar 2009
- 180.000 artikler - 26. december 2011
- 200.000 artikler - 27. marts 2012
- 300.000 artikler - oktober 2013
- 400.000 artikler - 27. april, 2017
- 500.000 artikler - 15. august, 2019[3]

## Relaterede Wikipediaer
Wikipediaer skrevet på lokale indonesiske sprog. To er stadig i inkubatoren.
- Asenísk Wikipedia (ace: 12.976 artikler)
- Balinesisk Wikipedia
- Banyumasan Wikipedia (map-bms: 13.929 artikler)
- Buginesisk Wikipedia (bug: 15.926 artikler)
- Javanesisk Wikipedia (jv: 74.412 artikler)
- Maduresisk Wikipedia
- Malajisk Wikipedia (ms: 416.910 artikler)
- Sundanesisk Wikipedia (su: 61.992 artikler)
- Minangkabau Wikipedia (min: 228.300 artikler)